# Seismograaf

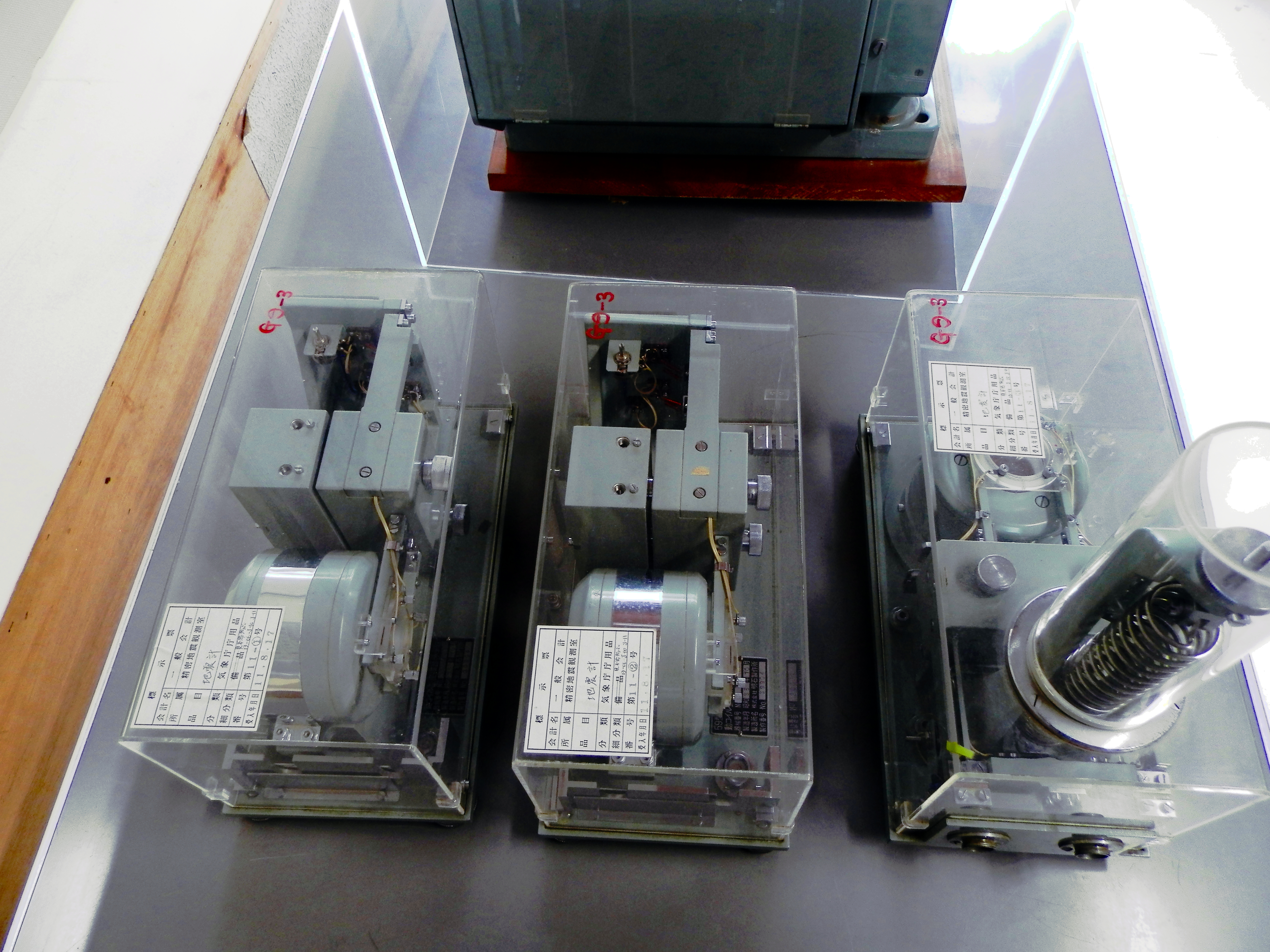
Optische electromagnetische seismograaf

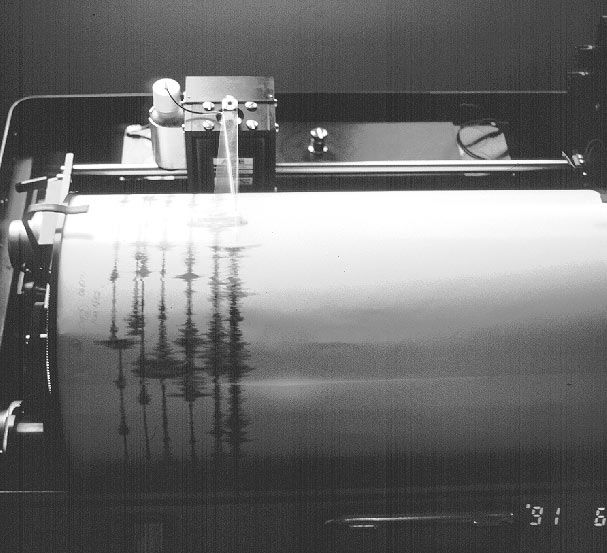
Seismograaf met bevingen van de vulkaan Pinatubo (Filipijnen)

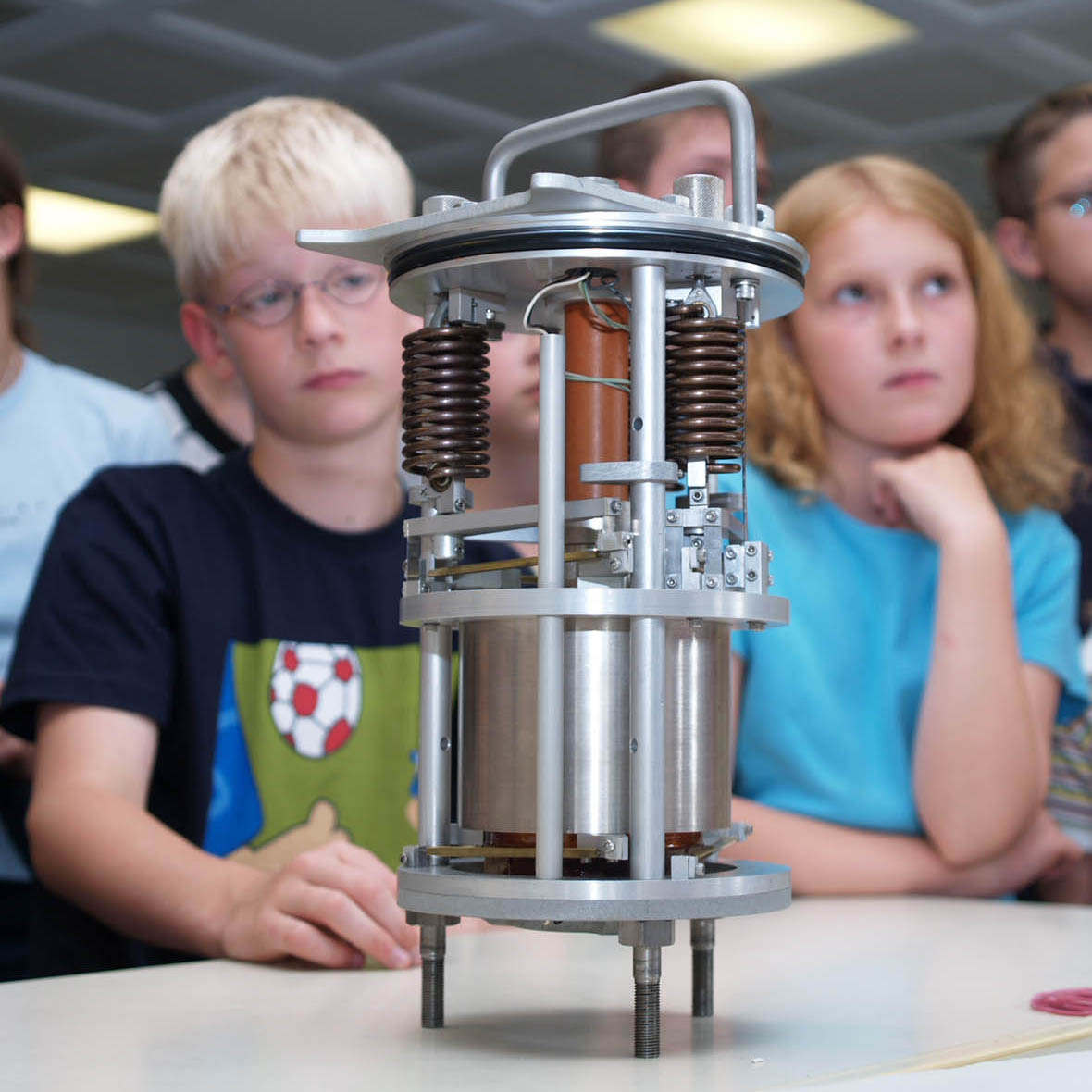
Binnenwerk van een seismometer

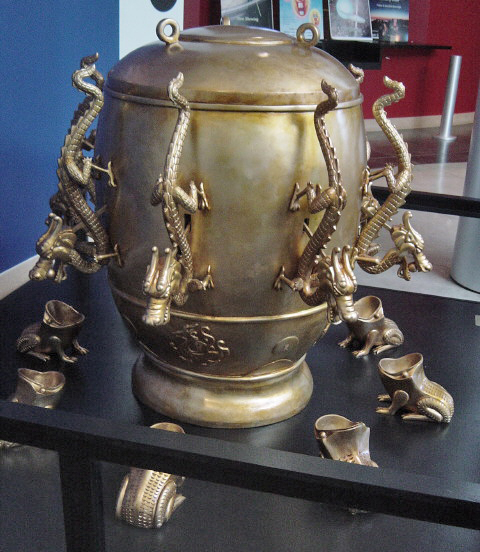
Replica van Zhang Heng's seismometer Houfeng Didong Yi

Een seismograaf (uit het Grieks: seismós = aardbeving en gráphein = schrijven) of seismometer is een instrument waarmee seismologen aardbevingen (seismische golven) kunnen registreren op een seismogram. Hierdoor is het ook mogelijk om de samenstelling van de diverse aardlagen te bestuderen.
Moderne seismografen bestaan uit een massa die zo is opgehangen dat hij ten opzichte van de omgeving in ten minste 1 richting vrij kan bewegen. Beweegt nu de aarde, dan blijft de massa stationair en de beweging van de aarde ten opzichte van de massa kan worden gemeten, als snelheid of als verplaatsing. De beweging werd vroeger door hefbomen mechanisch versterkt en door een pen op een langzaam draaiende rol papier overgebracht; tegenwoordig wordt hiervoor meestal gebruikgemaakt van elektronische registratie met behulp van computers. De meetresultaten worden opgeslagen in een databank voor latere analyse en weergeven op een scherm of een document. Vandaar dat we beter de term seismometer kunnen gebruiken.

## Eerste seismograaf
De eerste seismograaf werd uitgevonden door Zhang Heng in China in het jaar 132. Hoewel er geen tekeningen van bewaard zijn gebleven, is er wel een beschrijving van hoe het apparaat eruitzag. Zhangs seismograaf bestond uit een grote cilinder met rondom 8 drakenkoppen, ieder met een metalen bal in zijn bek. Onder iedere drakenkop zat een metalen kikker met open bek. Als er een aardbeving plaatsvond zorgde een mechanisme in de cilinder dat een van de drakenkoppen de bal uit zijn bek in de kikkerbek eronder liet vallen, hetgeen een geluid als van een luide gong- of klokslag veroorzaakte. Wanneer aldus een geluid werd waargenomen wist men dat er ergens een aardbeving plaatsgevonden had. Door te kijken naar welke kikkerbek een bal bevatte, kon men vaststellen in welke richting het epicentrum van de aardbeving lag.
De overlevering vertelt dat op een dag in februari van het jaar 138 de seismograaf een van zijn ballen liet vallen, hoewel niemand ook maar de kleinste trilling gevoeld had. Ook waren er vanuit de omtrek geen meldingen van een aardbeving. Desalniettemin rapporteerde Zhang aan de keizer dat er ten westen van de hoofdstad een aardbeving plaats had gevonden. Toch kwamen er geen meldingen van schade. Hoewel Zhang Heng op dat moment een zeer gerespecteerd man was, gingen er stemmen op dat het apparaat bedrog, en Zhang Heng een fraudeur was. Twee dagen later arriveerden er echter ijlbodes te paard, die rapporteerden dat in de provincie Gansu, meer dan 500 kilometer naar het westen, een zware aardbeving had plaatsgevonden met aardverschuivingen als gevolg. Zhang Hengs reputatie als wetenschapper was in één klap onaantastbaar geworden.
Over het mechanisme binnen in de cilinder bestaat onzekerheid. Aangezien er geen tekeningen of technische beschrijvingen bewaard zijn gebleven (alleen een beschrijving van het uiterlijk), bestaan er niet meer dan vermoedens over hoe een en ander gewerkt zou kunnen hebben. De meest gehanteerde verklaring is dat er een grote pendel in de cilinder hing, die via armen of hefbomen verbonden was met klemmen in de drakenkoppen die de bal vasthielden. Wanneer zich een aardbeving voordeed, zou de pendel in beweging gebracht worden waardoor – via de hefbomen – een van de klemmen geopend zou worden waardoor de betreffende bal eruit viel. De andere klemmen zouden vergrendeld worden waarmee voorkomen werd dat bij de teruggaande beweging van de pendel de tegenoverliggende bal zou vallen. Critici van deze theorie zeggen dat een dergelijk mechanisme nooit gevoelig genoeg kan zijn om een aardbeving te registreren die door mensen niet gevoeld wordt.
Een tweede – maar veel minder geaccepteerde – theorie is, dat de ballen in de drakenbekken in wankel evenwicht lagen. In het midden van de cilinder bevond zich een in alle richtingen kantelbare schaal, waaroverheen een langzame, gedempte, zeer kalme (dus niet-turbulente) stroom water werd geleid. Het water verdeelde zich vervolgens in 8 even grote, en eveneens zeer kalme stroompjes die door de 8 drakenkoppen naar buiten liepen. De waterstromen waren laminair van aard, waardoor het water zeer weinig wrijving uitoefende op de metalen ballen, en deze ondanks hun wankele evenwicht niet van hun plaats konden krijgen. Wanneer zich nu een aardbeving zou voordoen, zou de schaal met water door de trillingen miniem uit zijn evenwicht gebracht kunnen worden. Doordat het water erop dan naar de zakkende kant zou stromen, zou het evenwicht nog verder verstoord worden hetgeen de kanteling nog verder versterkt, enzovoorts. Uiteindelijk kantelt de schaal helemaal, en het water erop stroomt in een grote plens door 1 drakenkop. Deze stroom is nu veel groter dan eerst en bovendien turbulent van aard, waardoor meer wrijving op de metalen bal in de drakenkop wordt uitgeoefend, en deze uit de drakenbek valt.
Hoewel een dergelijk mechanisme zeker veel gevoeliger lijkt dan het pendel-mechanisme, is dat meteen de zwakke kant van de theorie. Het lijkt haast onmogelijk om een dergelijk gevoelig mechanisme te realiseren zonder dat het te pas en te onpas (en dus onterecht) uit evenwicht raakt. Het is – zelfs met moderne methoden – tot nu toe nog niemand gelukt. Daar staat weer tegenover dat het eerstgenoemde (pendel)mechanisme in diverse replica's is gedemonstreerd, maar inderdaad op geen stukken na zo gevoelig als in de overlevering over Zhang Heng wordt vermeld.
En dan is er nog een theorie die beweert dat de cilinder een resonantieholte voor telepathische golven of zogenaamde chi-golven was die door aardbevingen uitgezonden zouden worden. Deze theorie wordt echter door bijna niemand serieus genomen.
Europa leerde de seismograaf pas in 1703 kennen toen De la Hautefeuille een door hem uitgevonden instrument opstelde. De in de achttiende eeuw ontwikkelde seismografen, evenals die van Cacciatore in 1848, waren 'kwikseismografen'. Het principe van die toestellen bestond uit een overvol kwikreservoir. Bij een beving stroomde er kwik uit zo'n reservoir. Pas later bouwde men ook in Europa seismografen zoals in China.